# McGregor Glacier
McGregor Glacier är en glaciär i Antarktis. Den ligger i Västantarktis. Nya Zeeland gör anspråk på området. McGregor Glacier ligger 1 474 meter över havet.
Terrängen runt McGregor Glacier är varierad. Trakten är obefolkad. Det finns inga samhällen i närheten.